# Lentula tuberculata
Lentula tuberculata is een rechtvleugelig insect uit de familie Lentulidae. De wetenschappelijke naam van deze soort is voor het eerst geldig gepubliceerd in 1932 door Miller.